# Euphemus (Elateridae)
Euphemus là một chi bọ cánh cứng trong họ 
Elateridae.
Chi này được miêu tả khoa học năm 1838 bởi Laporte.

## Các loài
Các loài trong chi này gồm:
- Euphemus fasciatus (Drury, 1782)
- Euphemus funcrarius (Bertoloni, 1854)
- Euphemus plasoni (Candèze, 1900)
- Euphemus quadrimaculatus (Olivier, 1790)